# Маллу Аділ-шах
Маллу Аділ-шах (помер 1534) — шах Біджапуру упродовж короткого періоду 1534 року.

## Життєпис
Син Ісмаїл Аділ-шаха, після смерті якого у серпні 1534 року був оголошений новим султаном. Втім за невідомих осбтавин внаслідок інтриг бабусі Пенджи-хатун був повалений військовиком Асад-ханом. Новим султаном став його молодший брат Ібрагім Аділ-шах I.